# Дигитрон (компанија)
Дигитрон друштво с ограниченом одговорношћу је хрватска фирма основана 1971. године у месту Бује у тадашњој СФР Југославији  која тренуто производи и увози дигиталне ваге, фискалне касе, LED расвете и пећи на дрвени пелет, а бави се још продајом, увозом и уградњом уређајима за климатизацију и баждаре ваге.
У доба Југославије се бавила производњом џепних и столних калкулатора , професионалне електронике, електричних вага и фискалних каса, детектора експлозива и плинова, микропроцесора, дисплеја. Док од 1990тих почињу да производе рачунарске компонете, радио-комуникационим уређајима, телефонијом, мрежним комуникацијама,...

## Занимљивост
Уместо калкулатора се користи реч дигитрон, по овој фирми, која га је прва склапала у СФРЈ и наметнула се на тржишту као робна марка.